# Echinasteridae
Echinasteridae là tên của một họ sao biển nằm trong bộ đơn Spinulosida. Họ này có 8 chi và khoảng 133 loài sống nhiều môi trường khác nhau trên thế giới.

## Phép phân loại
Hai chi Echinaster và Henricia có nhiều loài và các loài trong hai chi này có chung nhiều đặc điểm sinh học. Các trong chi Echinaster sống ở khắp khu vực nước nông của vùng nhiệt đới, kể cả các bãi đá ngầm. Còn Henricia lại là loài phân bố toàn cầu, hầu hết thì chúng sống ở những vùng nước lạnh, kể cả vùng nước quanh cực và nơi có độ sâu lớn. Aleutihenricia và Odontohenricia là hai chi bản địa của vùng đông bắc Thái Bình Dương, trong vùng lân cận của quần đảo Aleutian.

## Đặc điểm
Họ này hầu hết có các loài 5 cánh, dày, dài, thuôn nhọn, hình trụ và phần thân thì nhỏ. Mặt trên và mặt dưới có biểu bì bao phủ. Quanh miệng thì có nhiều "răng" hình tam giác. Chân ống của nó nhỏ. Chúng cũng có "vảy" và các "vảy" này cũng có gai. Ngoài ra, họ này không có chân kìm giả (một cấu trúc tương tự như càng cua).

## Sinh thái học
Họ Echinasterid sinh sống ở đáy biển có chất nền là đá, cát, sỏi hoặc bùn. chúng ăn các loài động vật thân mềm có vỏ ở bên ngoài chẳng hạn như các loài động vật thân lỗ, động vật thân mềm và phân ngành Sống đuôi. Chi đây là loài ăn lọc bằng cách hút nước vào miệng và ăn các động vật phù du cũng như các mảnh vụn hữu cơ. Chi Henricia cũng là loài ăn lọc và là loài ăn xác chết.
Giới tính của các loài trong họ này phân biệt rõ ràng. Ấu trùng của một vài loài là động vật phù du nhưng số khác lại là con non được con mẹ nuôi khi ở bên dưới cánh. Các nhà khoa học ấn tượng với loài Echinaster luzonicus bởi vì nó tự vứt bỏ cánh của mình và các cánh đó sẽ phát triển thành một cá thể hoàn chỉnh. Đây là một kiểu sinh sản vô tính và các hình thức sinh sản khác của loài này hiện vẫn chưa được phát hiện. Loài Henricia sexradiata cũng sinh sản vô tính nhưng mà nó chỉ tách ra làm đôi như nhiều loài sao biển khác.

## Các chi
Theo cơ sở dữ liệu sinh vật biển, các chi dưới đây là thuộc họ Echinasterid:
- Aleutihenricia  Clark & Jewett, 2010
- Dictyaster Wood-Mason & Alcock, 1891
- Echinaster Müller & Troschel, 1840
- Henricia Gray, 1840
- Metrodira Gray, 1840
- Odontohenricia Rowe & Albertson, 1988
- Plectaster Sladen, 1889
- Rhopiella Fisher, 1940

## Hình ảnh

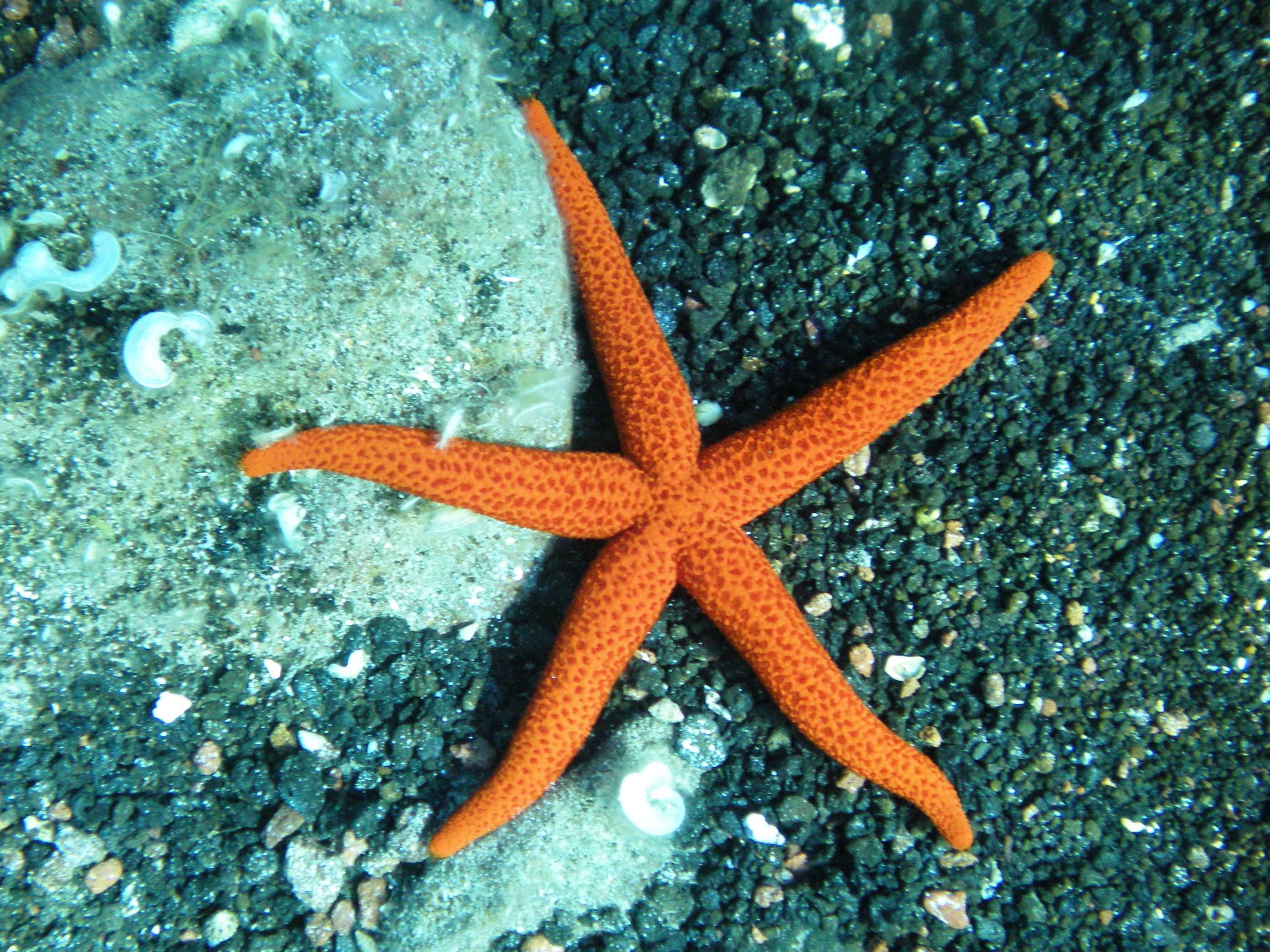
Echinaster sepositus
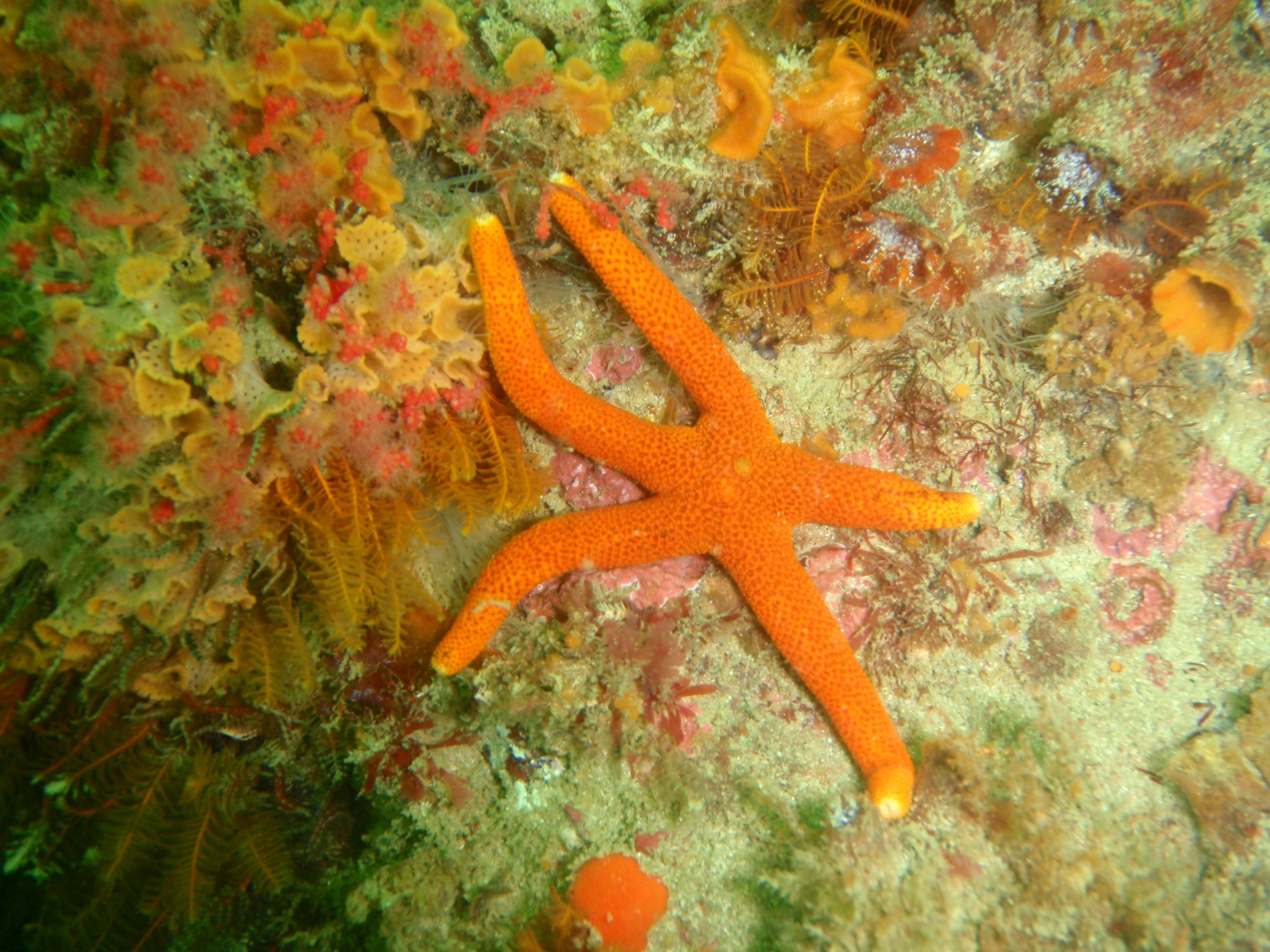
Henricia ornata
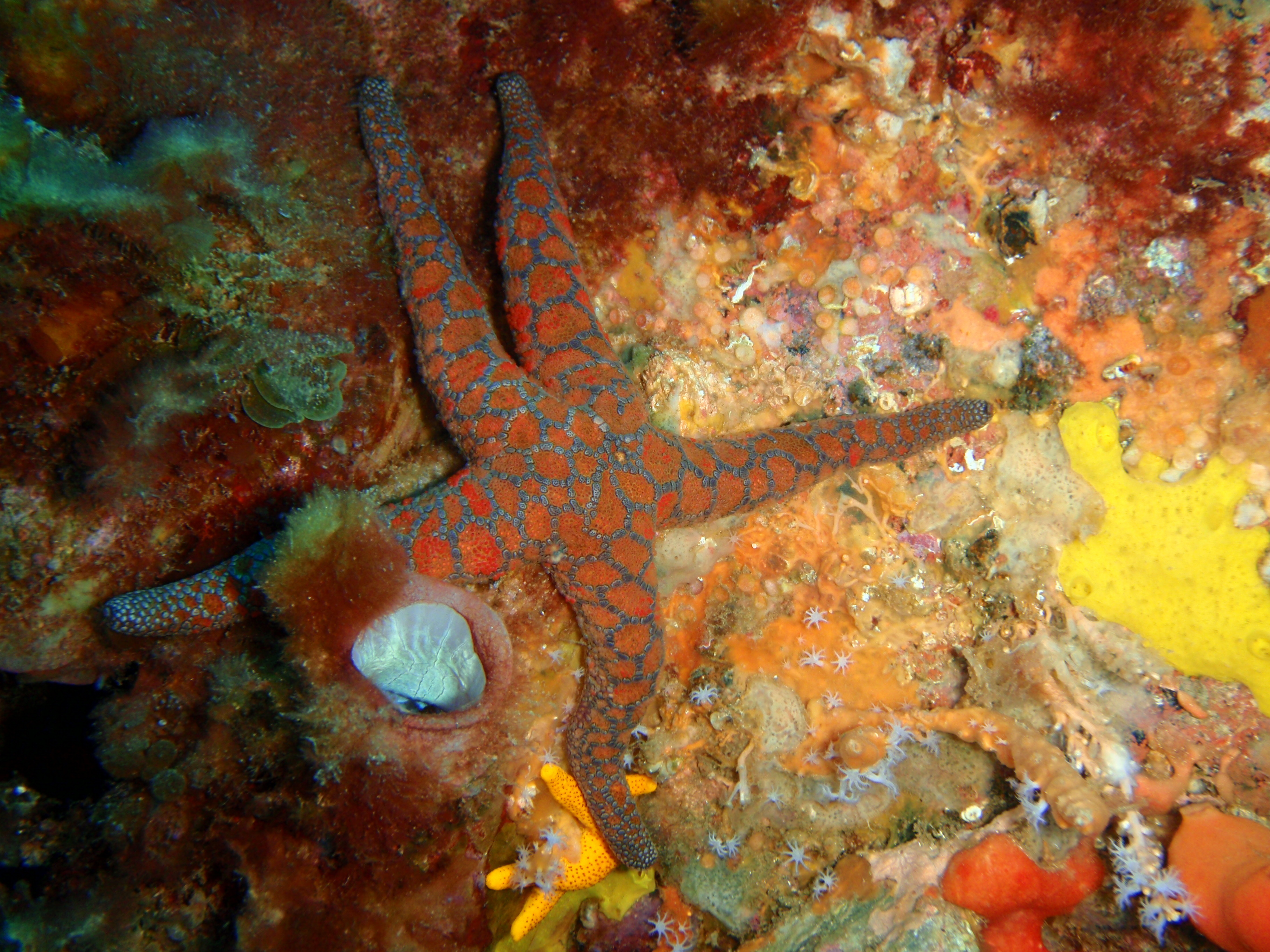
Plectaster decanus